# وایت هورس
وایت هورس (انگلیسی: White Horse) شرکت نوشیدنی اسکاتلندی است، که در سال ۱۸۶۱ تأسیس شد.